# Electrona antarctica
Electrona antarctica és una espècie de peix de la família dels mictòfids i de l'ordre dels mictofiformes.

## Morfologia
- Els mascles poden assolir 8,2 cm de longitud total.[1][2]

## Alimentació
Els adults mengen eufausiacis i poliquets, mentre que els exemplars menors de 6 cm de llargària es nodreixen principalment de copèpodes i, en menor quantitat, d'eufausiacis.

## Depredadors
És depredat per Cygnodraco mawsoni (a l'Antàrtida), Gymnodraco acuticeps (Antàrtida), Paradiplospinus gracilis (Illes Shetland del Sud), Trematomus eulepidotus (Antàrtida), Diomedea chrysostoma (Antàrtida), Eudyptes chrysolophus (Antàrtida), Pygoscelis papua (Antàrtida), Thalassarche chrysostoma (Xile), Arctocephalus gazella (Illes Kerguelen), Arctocephalus tropicalis (Illes del Príncep Eduard) i Aptenodytes patagonicus.

## Hàbitat
És un peix marí i d'aigües profundes.

## Distribució geogràfica
Es troba al voltant de l'Antàrtida.